# Winters, Texas
Winters là một thành phố thuộc quận Runnels, tiểu bang Texas, Hoa Kỳ. Năm 2010, dân số của xã này là 2562 người.

## Dân số
- Dân số năm 2000: 2880 người.
- Dân số năm 2010: 2562 người.